# Cytoskelet
Cytoskelettet er et cellulært skelet eller stillads, der findes i cellens cytoplasma. Det findes i alle eukaryote celler og også i visse prokaryote celler.
Det eukaryote cytoskelet består primært af tre typer fiber:
- Actin filament (mikrofilament), en dobbeltstrenget polymer fiber med en diameter på 5-9 nanometer, opbygget af actin subunits. Actin filamenter findes i hele cellen, men koncentrationen er størst tæt ved cellemembranen. De kan være forankret af cadheriner til zonula adherens.
- Mikrotubulus er en cylindrisk og hul fiber opbygget af tubulin subunits. Mikrotubuli har en diameter på 25 nanometer, og er normalt forbundet til et centrosom i den ene ende.
- Intermediat filamenter, reblignende fibre på 10 nanometer i diameter, opbygget af intermediat filament proteiner. Visse intermediat filamenter er forbundet til desmosomer og hemidesmosomer.[2]